# Калао сріблястощокий
Калао сріблястощокий (Bycanistes brevis) — вид птахів родини птахів-носорогів (Bucerotidae).

## Поширення
Вид поширений в Східній Африці від Ефіопії до ПАР. Мешкає у різноманітних типах лісів.

## Опис
Його довжина становить 60-70 см. Вага 1265—1400 г у самців і 1050—1450 г у самиць. Пір'я обличчя і криючих вух мають сріблястий кінчик, який іноді важко помітити здалеку. Око оточене блакитно-сірим кільцем. На голові є дуже довгий гребінь, що спадає на потилицю. Пір'я плечей, крил, грудей чорні з зеленими відблисками. Їх колір контрастує з білими спиною, крупом, нижньою частиною живота, стегнами і нижньою поверхнею хвоста. Два центральних кармових повністю чорно-зеленуваті. Зовнішні кермові чорні на двох третинах довжини, починаючи від основи, решта — біла. Дорослий самець має чорний дзьоб з жовтою лінією біля основи. Гілки щелеп прямі на дві третини довжини, але потім вони сильно вигинаються в кінцевій частині, аж до кінчика. Дзьоб увінчаний величезним шоломом кремового кольору, сірий кінчик якого виходить за межі дзьоба. Самиця дуже схожа на самця, але має менш розвинений гребінь; крім того, вона має нижній шолом і обмежений задньою частиною дзьоба та орбітальним кільцем рожевого кольору.